# Ascensión Chirivella Marín
 (avril 2022).
Le contenu est difficilement compréhensible vu les erreurs de traduction, qui sont peut-être dues à l'utilisation d'un logiciel de traduction automatique.
Pour les articles homonymes, voir Marín.
Ascensión Chirivella Marín (1894-1980) est la première diplômée en droit inscrite au barreau en Espagne pour exercer en tant qu'avocate,.

## Biographie
Ascensión Chirivella Marín est née à Valence le 28 janvier 1894 ; son père était avocat à Valence. Dans un premier temps, elle étudie la philosophie puis les lettres avant de s'inscrire, comme son père, en faculté de droit. Elle obtient son diplôme en 1922 et le barreau pour exercer la profession d'avocate. Cette inscription fut acceptée, à la différence à l'époque d'autres femmes qui essayèrent de s'inscrire dans d'autres pays comme la France, la Belgique ou l'Italie.
Elle se spécialise ensuite en droit civil, tout en participant activement à des réunions pour revendiquer les droits des femmes. Elle est une grande oratrice, qui défend avec éloquence les acquis de la Seconde République pour les femmes. Elles gagnent les droits suivants : droit de vote, être élues, droit de divorcer, droit de percevoir une pension alimentaire après un divorce, droit de se remarier en cas de veuvage et de divorce. Elle épouse un avocat et député du Parti radical nommé Álvaro Pascual-Leone Forner, originaire de Vinaròs. Ils ont une fille unique : Blanche Pascual-Leone Chirivella. Très engagée dans la Seconde République, elle doit s'exiler au Mexique après la guerre civile espagnole. Elle s'installe à Veracruz le 1er juillet 1939 et y reste jusqu'à sa mort,.